# Xanthophyllum ovatifolium
Xanthophyllum ovatifolium là một loài thực vật có hoa trong họ Polygalaceae. Loài này được Chodat miêu tả khoa học đầu tiên năm 1896.